# Føroya Studentaskúli og HF-skeið
Føroya Studentaskúli og HF-skeið var et gymnasium i Hoydalar udenfor Tórshavn på Færøerne. 
Skolen tilbød studieforberedende linjer som giver enten studentereksamen eller højere forberedelseseksamen (HF). Skolen underviste i blandt andet fremmedsprogene dansk, engelsk, fransk, latin, russisk, spansk og tysk, flere teknisk-naturvidenskaelige fag, samfundsfag, idræt og handelsfag.
2018 ophørte undervisningen i Hoydalar
I 2018 åbnede det 19.400 m² store undervisningscenter Glásir ved Janusargøta, med plads til 1.300 elever. Udover gymnasium og HF er der også handelsskole og teknisk skole.